# Heterachthes ebenus
Heterachthes ebenus là một loài bọ cánh cứng trong họ Cerambycidae.